# Eritema necrolítico migratorio
El eritema necrolítico migratorio es una enfermedad de la piel poco frecuente que se caracteriza por la aparición de lesiones dolorosas que se localizan preferentemente en zonas de pliegues, como axilas, ingles, espacio interdigital, alrededor del área genital y también en la lengua, encías y ángulos de la boca (queilitis). Las lesiones toman el aspecto de una placa en cuyo centro se forma una ampolla que se rompe para formar posteriormente una costra, como la curación comienza en el centro de la placa, la lesión adopta un aspecto anular. Diversas placas tienden a unirse tomando la piel un aspecto geográfico.

## Causas
Se considera un síndrome paraneoplásico por asociarse frecuentemente con neoplasias. En el 90% de los casos, el eritema necrolítico migratorio es secundario a la existencia de un tumor de páncreas productor de glucagón (glucagonoma). Otras causas menos frecuentes son: celiaquía, colitis ulcerosa, enfermedad de Crohn, hepatitis, pancreatitis crónica, consumo de heroína, déficit de zinc y cáncer de aparato digestivo.

## Diagnóstico
El diagnóstico se sospecha por el aspecto de las lesiones y puede confirmarse mediante una biopsia de piel en la que se observa como dato más característico la necrosis del tercio superior de la epidermis.